# Mascaras (Hautes-Pyrénées)

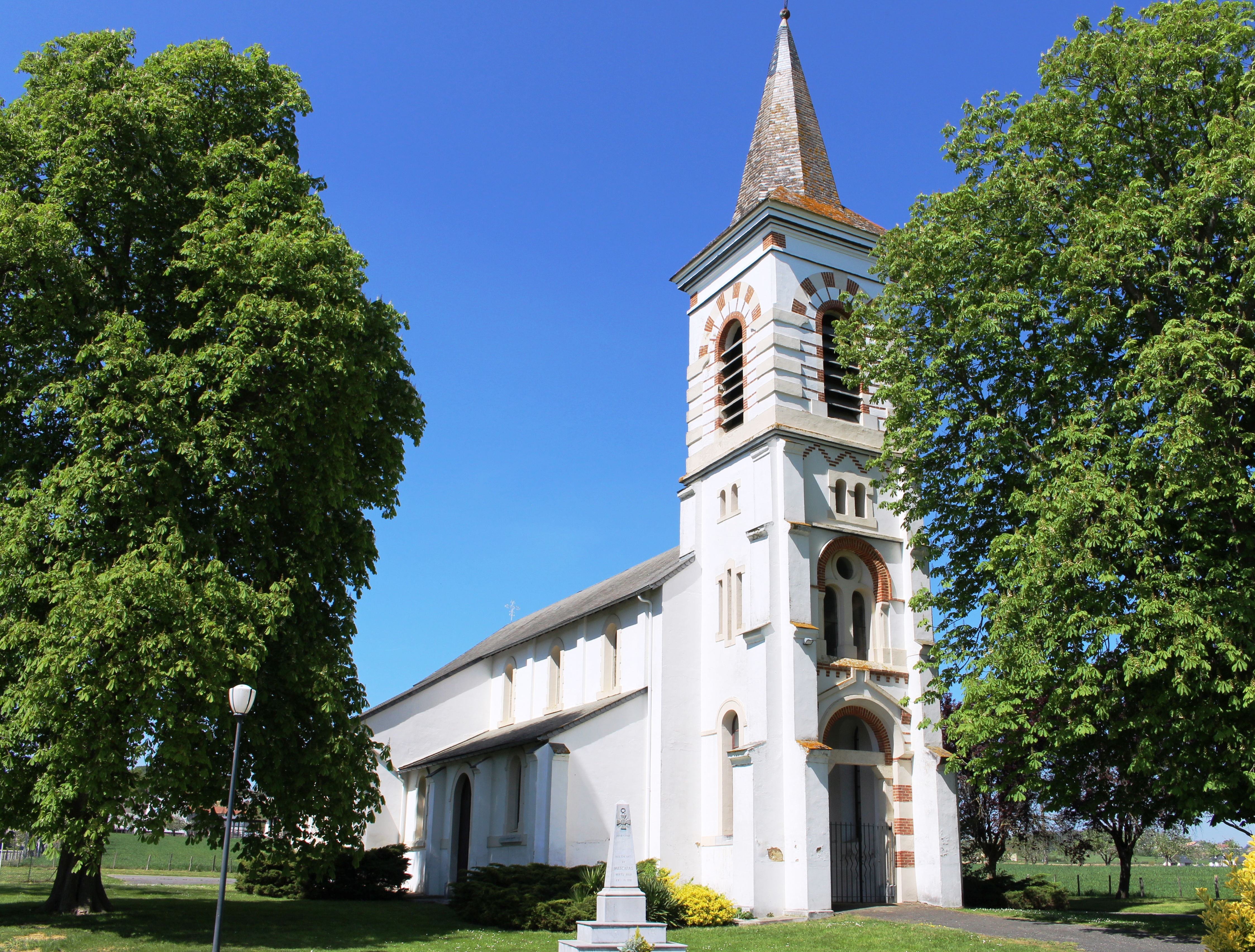
Mascaras – Église de Saint-Pierre-et-Saint-Paul

Mascaras (okzitanisch Mascarans) ist eine südfranzösische Gemeinde mit 368 Einwohnern (Stand 1. Januar 2022) im Zentrum des Départements Hautes-Pyrénées in der Region Okzitanien.

## Lage und Klima
Die Gemeinde Mascaras liegt im Pyrenäenvorland in einer Höhe von ungefähr 390 m. Die nächstgelegene Stadt Tarbes befindet sich gut 12 km nordwestlich. Das Klima ist gemäßigt bis warm; Regen (ca. 825 mm/Jahr) fällt hauptsächlich im Winterhalbjahr.

## Bevölkerungsentwicklung
| Jahr                     | 1800 | 1851 | 1901 | 1954 | 1999 | 2016 |
| ------------------------ | ---- | ---- | ---- | ---- | ---- | ---- |
| Einwohner                | 192  | 374  | 298  | 221  | 303  | 345  |
| Quelle:Cassini und INSEE |      |      |      |      |      |      |

Wegen der durch die Reblauskrise im Weinbau und die zunehmende Mechanisierung der Landwirtschaft ausgelösten Landflucht ging die Einwohnerzahl der Gemeinde seit Beginn des 20. Jahrhunderts kontinuierlich zurück. Wegen der Nähe zum Großraum Tarbes stieg sie seit den 1980er Jahren wieder leicht an.

## Wirtschaft
Die Gemeinde ist nahezu ausschließlich landwirtschaftlich orientiert.

## Geschichte
Der alte Ortsname Mascharas wird im Jahr 1296 erstmals erwähnt. Seit dem Mittelalter und bis zum Beginn der Französischen Revolution gehörte die Gemeinde zur historischen Provinz Bigorre.

## Sehenswürdigkeiten
Die vom örtlichen Friedhof umgebene und im ausgehenden 19. Jahrhundert an der Stelle eines mittelalterlichen Vorgängerbaus erbaute Église Saint-Pierre-et-Saint-Paul ist den Aposteln Petrus und Paulus geweiht.